# La Cieneguilla del Refugio
La Cieneguilla del Refugio är en ort i Mexiko.   Den ligger i kommunen San Luis de la Paz och delstaten Guanajuato, i den centrala delen av landet, 240 km nordväst om huvudstaden Mexico City. La Cieneguilla del Refugio ligger 2 101 meter över havet och antalet invånare är 264.
Terrängen runt La Cieneguilla del Refugio är platt söderut, men norrut är den kuperad. Runt La Cieneguilla del Refugio är det ganska tätbefolkat, med 124 invånare per kvadratkilometer. Närmaste större samhälle är San Luis de la Paz, 18,0 km norr om La Cieneguilla del Refugio. Trakten runt La Cieneguilla del Refugio består till största delen av jordbruksmark.